# DoDo, The Kid from Outer Space
DoDo, The Kid from Outer Space (DoDo (título em Portugal) ) foi uma série animada britânica transmitida através de syndication na televisão do Reino Unido entre 1965 até 1970. "DoDo" foi criado por Lady Stearn Robinson e produzido pelos animadores britânicos Halas and Batchelor e a série teve um total de 78 episódios de 5 minutos cada. Em Portugal a série foi emitida pela RTP2.

## Enredo
DoDo é um jovem extraterrestre que veio do planeta Hena Hydro, e chegou à Terra em seu disco voador.  E junto com Professor Fingers, um cientista excêntrico, Compy, o pato de estimação e computador de DoDo e Why e How, duas crianças da Terra, vivem aventuras incríveis. Os personagens falam em rimas, de forma independente ou "brincando" uns contra os outros.

## Tema musical
DoDo, the kid from outer space

DoDo, can go-go anyplace

With propellers on his heels,

Antennas on his ears,

He's a science fiction pixie from a strange atomic race,

DoDo, the kid from outer space.  DoDo!

## Episódios
| - Ancient Idol - Bully Adventure - Diamond Thieves - Discovery of Fingegillian - DoDo and Compy Dance Out of Trouble - DoDo and Compy in Hollywood - DoDo and the Astronaut - DoDo and the Easter Bell - DoDo and the Magic Magnet - DoDo and the Space Pirates - DoDo and the Touchies - DoDo and the Transatlantic Cable - DoDo at the Ballet - DoDo at the Fair - DoDo at the Opera - DoDo at the Rodeo - DoDo at the Scout Jamboree - DoDo at the Sky Hotel - DoDo Buys a Space Pig - DoDo Directs the First Space Ball Game - DoDo Finds the Cat's Tongue - DoDo Goes to Aquascot - DoDo Goes to Paris - DoDo Goes West - DoDo Helps Interpol - DoDo in a Garage Adventure - DoDo in a Real Good Skate - DoDo in a Ski Adventure - DoDo in Japan - DoDo in Pukcab Land - DoDo Joins the Circus - DoDo Meets a Bustling Busker - DoDo Meets the Abominable Snowman - DoDo Paints a House - DoDo Sees Compy Happen - DoDo the Circus Star - DoDo Visits the Moon - DoDo's Arrival - Early Bird Catch - Forty Winks Machine - Haunted House - Hi-Jacked Plane - High Prosecuting | - Horsing Around - Hurdy Gurdy Man - Innocent Bulb Napper - License Trouble - Loch Ness Monster - Magic Magnet Goes Wild - Moon Mice - Music of the Spheres - Mystery Fire - Professor Fingers Builds a Bridge - Secret of the Pyramid - Smellometer - Smuggle Puzzle - Supersonic Reporting - Tennis Tournament - The Astrognome - The Christmas Adventure - The Day the Earth Was Sold - The Dodon Discovery - The Elephant Valley - The Fishing Fleet - The Kidnapped Kid - The Lighthouse - The Magic Magnet Saves Some Money - The Microfilm Spies - The Purloined Picture - The Stuck Space Shot - The Sunken Treasure - The Symphony - The Tardies - The Whale of a Party - TV Burglars - Very Sheepish Affair |

## Médias relacionadas
Um episódio de DoDo, The Kid from Outer Space foi mostrado na série canadense This Movie Sucks! junto com o filme The Manster.